# Gaspar de Ávalos de la Cueva
Gaspar de Ávalos de la Cueva también llamado Gaspar Dávalos de la Cueva (La Puerta de Segura o bien Guadix, 1485-Santiago de Compostela, 2 de noviembre de 1545), arzobispo y cardenal español.

## Biografía
Hijo de Rodrigo Dávalos y de Leonor de la Cueva, su lugar de nacimiento varía según sus biógrafos entre La Puerta de Segura, Guadix, o Murcia.  
La familia Dávalos, noble y numerosa, descendía de Ruy López Dávalos, condestable de Castilla (m. 1428). Su madre era descendiente de Ambrosio Bocanegra, almirante de la Armada de Castilla en el siglo XIV.  Tuvo al menos dos hermanos: Juan, que fue regidor de Guadix y comendador de Santiago e Isabel, que fue la primera abadesa del convento de la Encarnación de Granada.  
En la rama italiana de la familia Dávalos hubo también otro eclesiástico en el siglo XVI, el cardenal Íñigo d'Avalos d'Aragona hijo de Alfonso Dávalos Marqués del Vasto y de Pescara.
Tras pasar su infancia en Baeza, Alcaraz y Guadix, a los once años de edad se trasladó a Granada, acogido por su tío Hernando de Talavera que por aquellas fechas era arzobispo de la archidiócesis. 
Gaspar Dávalos estudió en las universidades de París y de Salamanca, en la que se doctoró en Teología. Fue también colegial del Colegio de Santa Cruz de Valladolid, donde más tarde fue profesor, y lector en el monasterio de Guadalupe. Fue canónigo magistral de la catedral de Murcia y de la de Cartagena.
Presentado por el rey Carlos I, fue nombrado obispo de Guadix y Baza en 1524. En 1528 fue elevado a arzobispo de Granada, donde promovió la creación de la Universidad de Granada, y en 1542 fue nombrado arzobispo de Santiago de Compostela.  
Fue creado cardenal por el papa Paulo III in absentia en el consistorio de diciembre de 1544, y nombrado  arzobispo electo de Toledo en octubre de 1545 por muerte de Juan Tavera, aunque murió antes de tomar posesión de la archidiócesis y de recibir el capelo y el título cardenalicio.  Fue sepultado en la catedral de Santiago, entre el altar mayor y el coro, pero sus restos desaparecieron en las obras de reforma llevadas a cabo a finales del siglo XIX.